# Нижнекраснянский
Нижнекраснянский — хутор в Урюпинском районе Волгоградской области России, в составе Михайловского сельского поселения. Расположен на реке Косарка.
Население — 80 (2010)

## История
Образован в начале XX века в результате разделения хутора Красный на три части — верхнюю и нижнюю части и 2 половину. Согласно алфавитному списку населённых мест Области Войска Донского 1915 года земельный надел верхней части составлял 1359 десятин, проживало 176 мужчин и 175 женщин.
С 1928 года в составе Новониколаевского района Хопёрского округа (упразднён в 1930 году) Нижне-Волжского края (с 1934 года — Сталинградского края). С 1935 года — в составе Хопёрского района Сталинградского края (с 1936 года Сталинградской области, с 1954 по 1957 год район входил в состав Балашовской области). В 1959 году в связи с упразднением Хопёрского района хутор вновь передан в состав Урюпинского района.

## География
Хутор находится в лесостепи, в пределах Хопёрско-Бузулукской равнины, являющейся южным окончанием Окско-Донской низменности, на левом берегу реки Косарка. По берегам реки — островки пойменного леса. Центр хутора расположен на высоте около 90 метров над уровнем моря. К северу расположен хутор Краснянский, к востоку — хутор Вишняковский, к юго-западу — хутор Скобелянский. Почвы — чернозёмы типичные и чернозёмы обыкновенные.
По автомобильным дорогам расстояние до областного центра города Волгоград составляет 350 км, до районного центра города Урюпинск — 30 км до административного центра сельского поселения станицы Михайловской — 18 км.
Часовой пояс
Нижнекраснянский, как и вся Волгоградская область, находится в часовой зоне МСК (московское время). Смещение применяемого времени относительно UTC составляет +3:00.

## Население
| 1915 | 2002 |
| ---- | ---- |
| 341  | 87   |

| 2010 |
| ---- |
| 80   |